# Effetto Doppler relativistico
In fisica, l'effetto Doppler relativistico è la variazione di frequenza della radiazione elettromagnetica osservata prendendo in considerazione gli effetti della relatività speciale. Si ha un effetto Doppler quando una sorgente che emette un'onda elettromagnetica di frequenza {\displaystyle \nu _{s}} è in moto relativo rispetto all'osservatore. Se la sorgente si allontana dall'osservatore con velocità {\displaystyle v} , la lunghezza d'onda misurata è maggiore di quella emessa. Se chiamiamo {\displaystyle \lambda _{0}} la lunghezza d'onda della radiazione che ci perviene quando la sorgente è ferma:
{\displaystyle \lambda _{0}={\sqrt {\frac {1+{\frac {v}{c}}}{1-{\frac {v}{c}}}}}\lambda _{s}=\gamma (1+\beta )\lambda _{s}}
dove:
- {\displaystyle \lambda _{0}} = lunghezza d'onda osservata;
- {\displaystyle \lambda _{s}} = lunghezza d'onda emessa;
- {\displaystyle v} = velocità della sorgente;
- {\displaystyle c} = velocità della luce (299792,458 -km/s);
- {\displaystyle \beta :=v/c} e {\displaystyle \gamma :=(1-\beta ^{2})^{-{\frac {1}{2}}}.}

La quantità {\displaystyle v} è positiva se la sorgente si allontana e negativa se la sorgente si avvicina. L'effetto Doppler relativistico dipende anche dalla direzione fra la propagazione della radiazione e la direzione di moto: la formula scritta sopra descrive soltanto il contributo longitudinale; esso, al prim'ordine nel rapporto v/c, coincide con l'effetto Doppler classico; quindi le deviazioni relativistiche sono effetti piccoli, perché del secondo ordine in v/c. Vi è un contributo del tutto non classico (effetto D. Trasversale) se le direzioni sono perpendicolari, ma, anche questo, è un effetto piccolo, del secondo ordine, perché lo sviluppo all'ordine zero coincide con la fisica classica, che prevede l'assenza di variazioni della frequenza e contemporaneamente il termine del primo ordine manca del tutto.
Nella teoria della relatività ristretta, spazio e tempo non sono assoluti. Per un osservatore, che si muove ad una data velocità, gli effetti relativistici equivalgono ad una rotazione dello spaziotempo: osservatori con diverse velocità avranno diverse misurazioni su dove si trovano l'un l'altro nello spazio e/o nel tempo. Si perde quindi la simultaneità degli eventi.

## Velocità della luce finita

### Primi albori
Quando per opera prima di Rømer e successivamente di Hippolyte Fizeau si scoprì la finitezza e la reale velocità della luce rimase il problema di come un'onda elettromagnetica si potesse propagare senza un mezzo nello spazio vuoto, infatti le onde si propagano per mezzo della materia (nei gas, nei liquidi e nei solidi). 
Fino alla pubblicazione della teoria della relatività speciale di Einstein molti scienziati continuavano a credere nell'esistenza dell'etere per poter spiegare la propagazione di un'onda elettromagnetica nel vuoto dell'universo, poiché la natura corpuscolare della luce era ancora sconosciuta; oggi infatti viene accettato il cosiddetto dualismo onda-particella ovvero in alcuni esperimenti emerge la natura ondulatoria della luce ma in altri esperimenti emerge la natura particellare della luce, i cosiddetti fotoni. Molti importanti esperimenti fra la seconda metà dell'Ottocento e la prima metà del Novecento però diedero ragione ad Einstein: uno dei più importanti fu sicuramente l'esperimento di Michelson-Morley, che negò l'esistenza dell'etere, un ipotetico mezzo di trasporto della luce fino a quel momento ritenuto valido.

### La Relatività ristretta
Albert Einstein nel 1905 pubblicò una rivoluzionaria teoria, la relatività ristretta, che partiva da due postulati:
1. le leggi fisiche sono le stesse in tutti i sistemi di riferimento inerziali
2. la velocità della luce nel vuoto è costante e vale 299792,458 km/s

Il secondo postulato è quello che ci interessa. Esso dimostra l'inutilità dell'etere, poiché la luce e tutte le altre radiazioni elettromagnetiche non hanno bisogno di un mezzo che le trasporti, a differenza, per esempio, delle onde acustiche.

### L'effetto Doppler
Christian Andreas Doppler nel 1845 scoprì che le onde emesse da un osservatore O' in moto vengono percepite da un osservatore statico O in modo diverso se l'osservatore in moto si sta allontanando o avvicinando. Per O, se O' si sta allontanando, le onde da lui emesse avranno una lunghezza d'onda maggiore, mentre in caso contrario O percepirà una lunghezza d'onda minore.

### Le correzioni di Einstein
L'effetto Doppler standard è però applicabile solo alle onde richiedenti un mezzo di propagazione, come quelle sonore: la luce si comporta, come detto sopra, in modo diverso.
Nella sua relatività ristretta, Einstein mise a punto una formula che consente di applicare l'effetto Doppler alle radiazioni elettromagnetiche, che è quella indicata all'inizio dell'articolo. Tale formula riguarda la frequenza, ma può essere applicata nel seguente modo anche alla lunghezza d'onda:
{\displaystyle \lambda _{0}={\sqrt {\frac {1+{\frac {v}{c}}}{1-{\frac {v}{c}}}}}\lambda _{s}}
dove ancora:
- {\displaystyle \lambda _{0}} = lunghezza d'onda osservata
- {\displaystyle \lambda _{s}} = lunghezza d'onda emessa
- {\displaystyle v} = velocità della sorgente
- {\displaystyle c} = velocità della luce

### L'effetto Doppler relativistico in astronomia
Le misurazioni effettuate con lo spettroscopio, combinate con le formule dell'effetto Doppler relativistico, costituiscono il mezzo più affidabile per misurare le velocità radiali di stelle e galassie, rivestendo così un ruolo fondamentale nell'astronomia. La formula inversa che viene utilizzata per calcolare la velocità radiale è in questo caso:
{\displaystyle {\sqrt {\frac {1+{\frac {v}{c}}}{1-{\frac {v}{c}}}}}={\frac {\lambda _{0}}{\lambda _{s}}}}
N.B: utilizziamo per praticità la lunghezza d'onda, ma va bene anche la frequenza nella formula inversa.
In particolare le osservazioni effettuabili per mezzo dell'effetto Doppler relativistico sono:
- i sistemi stellari doppi in cui due oggetti orbitano all'incirca sul piano di osservazione terrestre. In tale caso si avrà che gli oggetti si muoveranno alternativamente da e verso l'osservatore, causando un corrispondente spostamento Doppler nello spettro di emissione. Questi dati, combinati con il periodo orbitale, consentono di dedurre parametri relativi al sistema come il rapporto di massa tra i componenti.
- nelle galassie viste di taglio è possibile ricavare il profilo della velocità di rotazione analizzando l'effetto Doppler presentato dalle stelle visibili ai due lati e a diverse distanze rispetto centro galattico.
- in eliosismologia: la superficie del Sole  presenta vibrazioni che comportano rapidi sollevamenti ed abbassamenti, che se osservati nella zona centrale del disco corrispondono a moti da e verso la Terra. Con opportuni strumenti si riesce a costruire una immagine degli spostamenti Doppler nello spettro dell'immagine del disco solare e quindi dell'evoluzione delle onde sismiche sulla superficie. Una volta analizzati questi dati offrono informazioni sulla struttura interna del nostro Sole.

A volte nella divulgazione scientifica si descrive lo spostamento verso il rosso causato dall'espansione cosmica originatesi con il Big Bang come effetto Doppler relativistico. Questa informazione è errata in quanto gli oggetti osservati non sono realmente in moto di allontanamento, ma è lo spazio interposto che si sta dilatando, stirando con esso le onde elettromagnetiche che lo attraversano. I modelli matematici che descrivono questo fenomeno e l'effetto Doppler relativistico sono distinti, anche se sovrapponibili per distanze limitate. Le soluzioni sono invece significativamente diverse per oggetti posti al limite dell'universo osservabile ed oltre.